# Mangalore, Yelbarga
Mangalore là một làng thuộc tehsil Yelbarga, huyện Koppal, bang Karnataka, Ấn Độ.